# Myrmecophilus nonveilleri
Myrmecophilus nonveilleri is een rechtvleugelig insect uit de familie mierenkrekels (Myrmecophilidae). De wetenschappelijke naam van deze soort is voor het eerst geldig gepubliceerd in 2008 door Ingrisch & Pavicevic.